# Almanza
Almanza è un comune spagnolo di 715 abitanti situato nella comunità autonoma di Castiglia e León.